# Толоконников, Константин Игоревич
Константи́н И́горевич Толоко́нников (род. 26 февраля 1996, Ростов-на-Дону, Россия) — российский легкоатлет, специализирующийся в беге на 800 метров. Серебряный призёр юношеского чемпионата мира (2013). Двукратный чемпион России (2015, 2017). Мастер спорта России международного класса.

## Биография
Константин родился в потомственной легкоатлетической семье: его родители, а также бабушка с дедушкой занимались этим же видом спорта. Его отец, мастер спорта Игорь Толоконников, в начале 90-х годов был одним из сильнейших юниоров страны в беге на 800 метров. Он выиграл Европейский юношеский фестиваль в 1991 году, участвовал в финалах на юниорских чемпионате мира и чемпионате Европы. Константин в итоге пошёл по его стопам, но прежде успел попробовать свои силы в большом количестве других видов спорта. Среди них были бальные танцы, спортивная гимнастика и плавание. Окончательный переход к бегу произошёл в 12 лет.
Тренерами Константина стали его отец и Валерий Евсеевич Чижов (под руководством которого выступал и Игорь Толоконников). Талант юного бегуна раскрылся уже в 17 лет, когда он выиграл серебряную медаль юношеского чемпионата мира и удостоился сравнений с олимпийским чемпионом Юрием Борзаковским.
Всё ещё выступая в юниорской возрастной категории и регулярно одерживая победы на всероссийских соревнованиях среди сверстников, Константин начал ярко себя проявлять и в конкуренции с членами взрослой сборной страны. Зимой 2015 года он стал бронзовым призёром чемпионата России в помещении с личным рекордом 1.48,64. А уже в мае в острой конкуренции стал победителем командного чемпионата России в Сочи со временем 1.48,57.

## Основные результаты
| Год  | Турнир                       | Место проведения | Дисциплина | Место   | Результат |
| ---- | ---------------------------- | ---------------- | ---------- | ------- | --------- |
| 2013 | Чемпионат мира среди юношей  | Донецк, Украина  | 800 м      | 2-е     | 1.48,29   |
| 2014 | Чемпионат мира среди юниоров | Юджин, США       | 800 м      | — (1/2) | DNF       |
| 2015 | Чемпионат России в помещении | Москва, Россия   | 800 м      | 3-е     | 1.48,64   |
| 2015 | Командный чемпионат России   | Сочи, Россия     | 800 м      | 1-е     | 1.48,57   |